# Aniołki
Aniołki (kaszub. Janiółczi, niem. Aller Gottes Engel, Gottes Engel, Aller Engel) – dzielnica administracyjna w Gdańsku położona na północ od Śródmieścia miasta.
Północna część dzielnicy ma charakter willowy, zaś południową zajmuje kolonia bloków mieszkalnych.

## Położenie
Dzielnica jest położona w centralnej części miasta, wzdłuż Alei Zwycięstwa. Od północy graniczy z Wrzeszczem Górnym i Wrzeszczem Dolnym, od wschodu z Młyniskami, od południa ze Śródmieściem i Siedlcami, od zachodu z Suchaninem. Leży w mezoregionie Pobrzeże Kaszubskie.

## Granice dzielnicy

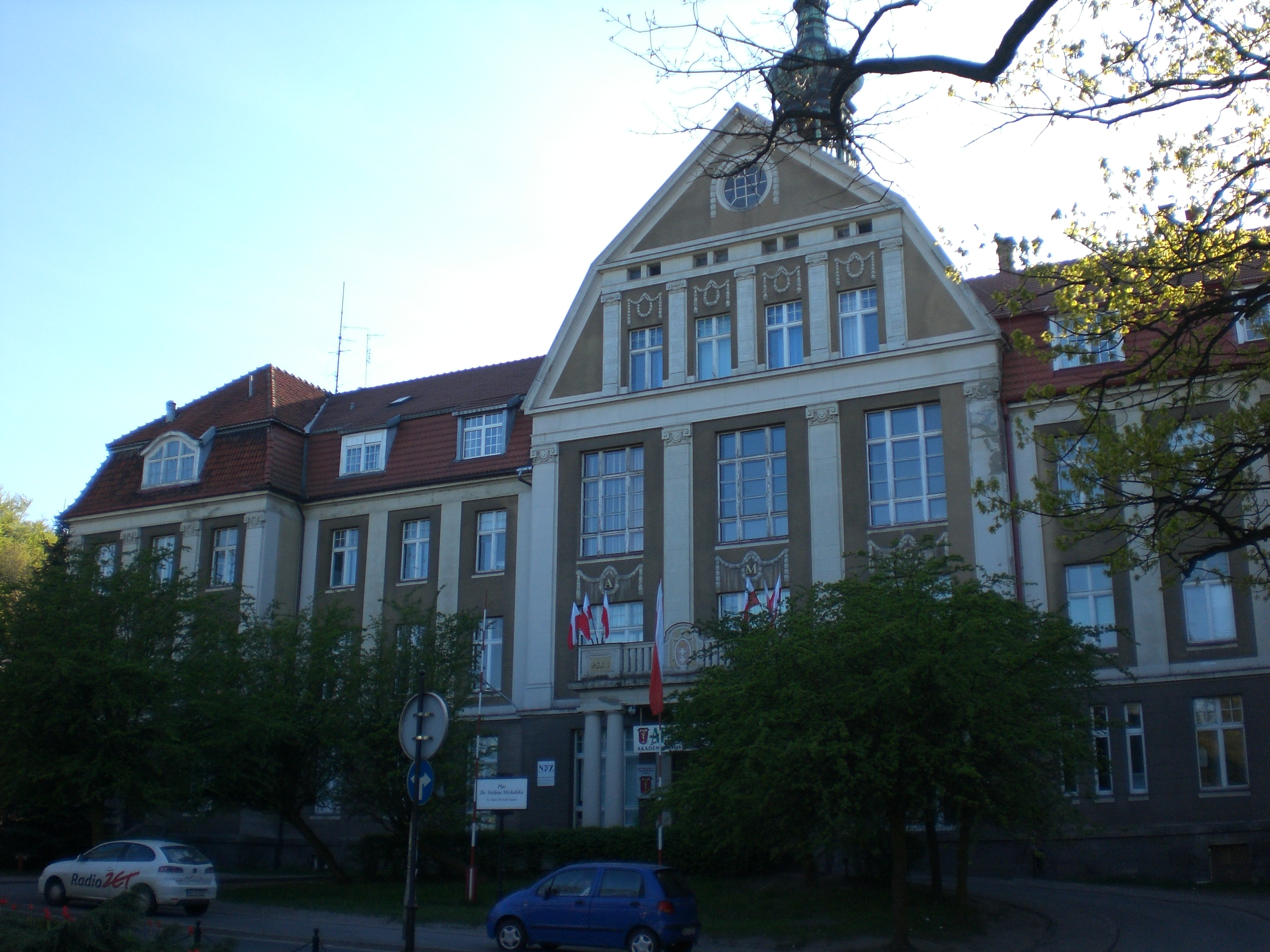
Jeden z budynków Gdańskiego Uniwersytetu Medycznego

Granica z Młyniskami jest dość łatwa do zauważenia, gdyż przebiega wzdłuż linii kolejowej od trójstyku ze Śródmieściem na wiadukcie kolejowym do trójstyku z Wrzeszczem w miejscu odejścia linii kolejowej do Nowego Portu od linii kolejowej nr 9 i 250.
Granica z Siedlcami biegnie wzdłuż ulicy Powstańców Warszawskich na odcinku od ulicy Generała Henryka Dąbrowskiego (trójstyk ze Śródmieściem) do Cygańskiej Góry (trójstyk z Suchaninem).
Granica z Suchaninem stanowi przedłużenie granicy z Siedlcami na północ. Biegnie wzdłuż wschodniej jezdni ulicy Cygańska Góra do skrzyżowania z ulicą Smoluchowskiego, gdzie znajduje się trójstyk z Wrzeszczem.
Granica ze Śródmieściem biegnie w większości ulicą Dąbrowskiego. Pozostała część granicy to kładka nad torami oraz fragment ulicy 3 Maja, łączący te fragmenty granicy.
Granica z Wrzeszczem biegnie od trójstyku z Suchaninem fragmentem ulicy Smoluchowskiego (ulica Smoluchowskiego jest w całości zaliczana do Aniołków). Następnie biegnie prosto (ulica Smoluchowskiego skręca w prawo) przez park, po czym odbija również w prawo i tak biegnie do ulicy Traugutta, którą przecina niedaleko zabudowań parafii prawosławnej św. Mikołaja (obiekt ten leży w Aniołkach). Następnie granica przebiega ulicą Traugutta oraz Aleją Zwycięstwa do Opery Bałtyckiej. Od opery granica biegnie Aleją Hallera do linii kolejowej nr 9 i 250 aż do trójstyku z Młyniskami.

## Historia
Nazwa dzielnicy najbardziej prawdopodobnie pochodzi od kościoła św. Michała i Wszystkich Aniołów Bożych, który stał tam, gdzie dziś stoi czołg-pomnik (w 2021 odsłonięto relikty świątyni). Potwierdzają to niemieckie nazwy dzielnicy: Aller Gottes Engel lub Gottes Engel. Historycznie Aniołki należały do dzielnicy Zigankenberg.
W okolicy Bramy Oliwskiej funkcjonował dworzec czołowy Brama Oliwska (Am Olivaer Tor), który był stacją końcową doprowadzonej tu w 1870 linii kolejowej ze Szczecina, przez Koszalin i Słupsk. Po rozebraniu miejskich fortyfikacji i budowie Dworca Głównego, stacja została przekształcona na stację towarową.
W 1896, na terenach pocmentarnych dawnego lazaretu pw. Św. Aniołów i przylegającego cmentarza, został założony Park Steffensa. Nazwa pochodzi od gdańszczanina Otto Steffensa. W latach 1946–1995 park nosił imię Marcina Kasprzaka.
19 kwietnia 1911 oddano do użytku kompleks nowego, większego szpitala miejskiego przy ul. Dębinki, wyposażonego w 818 łóżek. Szpital został przeniesiony z terenów w obrębie fortyfikacji miejskich i umiejscowiony na ówczesnych terenach podmiejskich.
W 1946 został ustawiony jako pomnik czołg T-34/76, dowodzony przez Juliana Miazgę (wyprodukowany najprawdopodobniej w 1941).

## Istotne obiekty, miejsca i zabytki

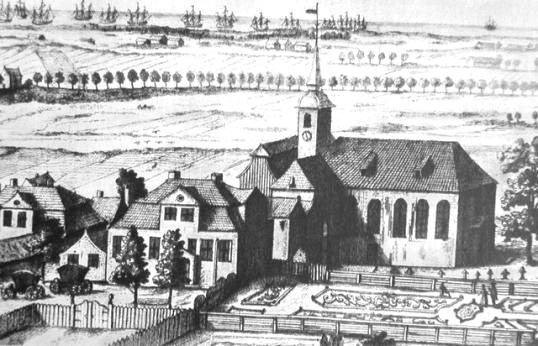
Nieistniejący kościół i szpital św. Aniołów

Przez dzielnicę w znacznej części przebiega zabytkowa Wielka Aleja, a wzdłuż niej rozciąga się Park Steffensa. W dzielnicy znajdują się także takie obiekty jak:
- Biurowiec Opera Office
- Budynek, w którym w l. 1903-1945 znajdowała się kawiarnia Café Halbe Allee (pol. Połowa Alei, al. Zwycięstwa 43a); w tym właśnie budynku zapalona została pierwsza żarówka elektryczna w Gdańsku[11], w 2020 podpisano umowę na wykonanie dokumentacji projektowej renowacji budynku[12].
- Centrum usługowo handlowe Polon Park
- Centrum Medyczne Lux Med
- Dwukondygnacyjna willa przy ul. Orzeszkowej 2, wybudowana na początku lat 20. XX wieku przez żydowskiego kupca z Mińska i właściciela tartaku w Nowym Porcie Leona Yehudę Leib Astrachana przy ówczesnej Opitzstrasse, od początku lat 30. wynajęta w części na siedzibę polskiej Ekspozytury Inspektoratu Ceł w Gdańsku (biura i mieszkania). We wrześniu 1939 roku budynek przeszedł w ręce policji gdańskiej, a następnie SS (mieszkał tu Richard Hildebrandt). Po 1945 siedziba Miejskiego Urzędu Bezpieczeństwa, a w latach 60. umieszczono w niej izbę wytrzeźwień. Od 2004 własność prywatna, pierwsza siedziba Amber Gold. 20 października 2021 doszło do katastrofy budowlanej - runęła część fasady[13].
- Pomnik czołg T-34
- Dawne cmentarze
- Filia Urzędu Pocztowego Gdańsk VI (znajduje się w zabytkowej kamienicy, zaprojektowanej przez architekta o nazwisku Johhan Henkenhaf[11])
- Historyczna zabudowa
- Hospicjum im E. Dutkiewicza SAC
- Klub Studencki Medyk
- Kościół Matki Boskiej Częstochowskiej
- Multikino
- Obszar dawnej Bramy Oliwskiej
- Okręgowa Izba Lekarska W Gdańsku
- Opera Bałtycka
- Osiedle Kolonia Jordana
- Plac Zebrań Ludowych
- Pomnik Daniela Gralatha
- Ryglowy domek dozorców alei (na skrzyżowaniu ul. Traugutta i al. Zwycięstwa)
- Stadion MOSiR
- Studium Wychowania Fizycznego Politechniki Gdańskiej
- Szubieniczna Góra
- Wojewódzka Stacja Sanitarno-Epidemiologiczna w Gdańsku
- Wronia Górka
- Zabytkowy Cmentarz Garnizonowy, założony na początku XIX wieku[14]
- Zakład Ubezpieczeń Społecznych – Inspektorat Gdańsk Wrzeszcz
- Pozostałości cmentarza ewangelickiej Parafii Lutra (wrzeszczańskiej): kaplica przebudowana na blok mieszkalny i dzwonnica[15]

### Pomniki przyrody
Na terenie dzielnicy rośnie 19 pomników przyrody: (lipa srebrzysta, 2 platany klonolistne, buk zwyczajny odm. czerwonolistnej, 2 buki odmiany zwisającej, brzoza brodawkowata, perełkowiec japoński, lipa drobnolistna, miłorząb dwuklapowy, dąb czerwony, dąb bezszypułkowy, 3 kasztanowce zwyczajne, 1 leszczyna turecka, sosna wejmutka, jesion wyniosły, klon francuski i klon jawor odm. Leopolda). Drzewa w większości rosną w parku Steffensa.

## Komunikacja
Dzielnicę obejmuje komunikacja tramwajowa, autobusowa oraz kolei miejskiej (SKM). 
W części dzielnicy Aniołki obowiązuje strefa płatnego parkowania. Ulice objęte strefą: Chodowieckiego, Dantyszka, Dębinki, Dębowa, Fahrenhite`a, Hoene-Wrońskiego, Kopernika, Orzeszkowej, Skłodowskiej -Curie, Śniadeckich, Smoluchowskiego, Tuwima, Wronia, Zwycięstwa. Postój płatny obowiązuje w dni powszednie od godziny 9 do 15.

## Edukacja
W dzielnicy Aniołki znajdują się następujące jednostki prowadzące działalność edukacyjną:
- Szkoła Podstawowa nr 15 w Gdańsku im. dr Urszuli Mroczkiewicz[18]
- Gdański Uniwersytet Medyczny[19]

## Rada Dzielnicy

### III kadencja 2024–2029[20][21][22][23][24]
- Przewodnicząca Zarządu Dzielnicy
  - Monika Mazurowska
- Przewodniczący Rady Dzielnicy
  - Marek Zygmunt

### II kadencja 2019–2024[25]
- Przewodnicząca Zarządu Dzielnicy 
  - Monika Mazurowska
- Przewodniczący Rady Dzielnicy 
  - Marek Zygmunt

### I kadencja 2015–2019[26]
- Przewodniczący Zarządu Dzielnicy 
  - Łukasz Cora
- Przewodniczący Rady Dzielnicy 
  - Jacek Kleina